# 色素性絨毛結節性滑膜炎
色素性絨毛性結節性滑膜炎（しきそせいじゅうもうせいけっせつせいかつまくえん、英: Pigmented villonodular synovitis）とは、本態不明の単関節の関節滑膜の増殖性疾患で膝・股関節に好発する。PVS、PVNSと略す。

## 概要
単関節の関節滑膜の増殖性疾患で膝・股関節に好発する疾患であり、手関節の発症は稀である。局在性の腱鞘巨細胞腫と同様の病理像をもつが、関節滑膜内にびまん性に発生し、滑膜炎の性格の強いものをいう。
関節血腫の原因となりMRI所見では血色素の沈着が見られる。

## 疫学
10代～40代の膝・股関節に好発する。

## 検査
MRI検査が診断に有効である。

## 治療
自然治癒は期待できず、放置すると次第に増殖し、骨を侵食し、関節破壊の原因となるため、びまん性の場合は滑膜全切除が必要である。骨内に病変が浸潤し骨破壊が生じている場合、さらに関節破壊が生じている場合は人工膝関節置換術、人工股関節置換術を行う。その際も再発を予防するため十分な滑膜切除術を行う。十分な病巣滑膜の切除により完治しうる。